# 我はゴッホになる! 〜愛を彫った男・棟方志功とその妻〜
『我はゴッホになる! 〜愛を彫った男・棟方志功とその妻〜』（われはゴッホになる あいをほったおとこ・むなかたしこうとそのつま）は、2008年10月25日（土曜）21:00 - 23:10にフジテレビ系列の「土曜プレミアム」にて放映された、単発スペシャルのテレビドラマである。

## 概要
棟方志功と彼を支える妻との、出逢い・作品完成までの、情熱に燃える若き日々を描いている。

## キャスト
- 棟方志功：劇団ひとり（テレビドラマ初主演）
- 棟方チヤ：香椎由宇
- 柳宗悦：片岡仁左衛門
- 澤村涼二：藤木直人
- 棟方マサエ：鶴田真由
- 澤村カツラ：虻川美穂子（北陽）
- イト：伊藤さおり（北陽）
- 藤崎：袴田吉彦
- 棟方善三：佐藤二朗
- 野呂先生：笹野高史
- 柳夫人：浅茅陽子
- 永沢：デビット伊東（B21スペシャル）
- 幸田：田口浩正（テンション）
- 加藤：近藤公園
- 佐々木：水沢駿
- 大家：不破万作
- 大島優子（当時・AKB48）
- 青木一
- 橘家二三蔵
- 土田アシモ
- 平良千春
- 松山尚子
- 奈良柚莉愛
- 福山可奈子
- 森富士夫
- 天田将行

## スタッフ
- 原案：棟方志功「板極道」（中央公論新社）
- 脚本・監督：五十嵐匠
- 音楽：安川午朗
- 主題歌：徳永英明「ハナミズキ」・一青窈「ハナミズキ」
- 挿入詩：草野心平「わだばゴッホになる」
- 技術協力：SVS、ビデオスタッフ、バスク
- 照明協力：ザ・ホライズン
- ロケ協力：弘前フィルムコミッション、東金市商工観光課、フィルムサポート島田、首都圏青森ねぶた囃子会 ほか
- 版画指導：大塩紗永
- 版画協力：佐野広章
- 作品協力：多摩美術大学版画科、vox apartment
- タイトルデザイン：笹生宗慶
- プロデュース：東康之
- 監修・協力：棟方板画館、棟方志功記念館、青森県立美術館、日本民藝館
- 製作著作：フジテレビ